# Manchester Orchestra
Manchester Orchestra es una banda estadounidense de indie rock que se formó en 2004. La formación actual del grupo está compuesta por el cantante principal, compositor y guitarrista rítmico Andy Hull, el guitarrista principal Robert McDowell, el bajista Andy Prince y el baterista Tim Very. Hull es el único miembro original de la banda, habiendo supervisado cada iteración de la banda hasta la fecha. El ex-baterista Jeremiah Edmond se separó de la banda en enero de 2010 para concentrarse en su familia y en dirigir el sello discográfico de la banda, Favorite Gentlemen. El bajista original de la banda, Jonathan Corley, se separó de la banda en 2013.  El teclista y percusionista Chris Freeman anunció su salida de la banda en septiembre de 2016.
La banda ha lanzado varias obras de EPs y seis álbumes de estudio hasta la fecha: I'm Like a Virgin Losing a Child (2006), Mean Everything to Nothing (2009), Simple Math (2011), Cope (2014) (así como su versión acústica que lo acompaña, Hope), A Black Mile to the Surface (2017) y The Million Masks of God (2021). Están firmados con el sello discográfico independiente Favorite Gentlemen Recordings, que se distribuye a través de Sony Music Entertainment y Loma Vista Recordings.
La banda se ha presentado en importantes festivales de música como Lollapalooza, Bonnaroo, Coachella, Riot Fest, Shaky Knees Music Festival, Firefly Music Festival, Reading and Leeds Festivals y Austin City Limits Music Festival.

## Historia

### Primeros años (2004-2006)
La banda se originó en los suburbios de Atlanta. Llevan el nombre de la ciudad inglesa de Manchester, una ciudad frecuentemente vista como bohemia y también rica en historia musical. En una entrevista con Caught in the Crossfire, Hull explicó que eligió "Manchester" porque "había pasado un verano sin escuchar nada más que The Smiths", y "Orchestra" porque "no quería estar en una banda" e imaginó que "todos [sus] amigos vinieran y formaran parte de ella y formaran una orquesta". Sintiéndose cada vez más alienado en su "pequeña ciudad de Georgia, escuela secundaria cristiana" llamada Providence Christian Academy, en los suburbios de Atlanta, el cantante principal de la banda, Andy Hull, se sintió tan frustrado que pasó su último año estudiando en casa. También escribió y grabó su primer álbum de larga duración en 2004 mientras estudiaba durante su último año de secundaria.
Al principio de su carrera, la banda grabó un álbum titulado Nobody Sings Anymore. Sin embargo, nunca se lanzó debido al cambio en la dirección musical de la banda y los cambios de personal que se produjeron después de su grabación. La banda declaró que "la banda que hizo el disco era diferente a la banda ahora". Algunas de las pistas escritas para el álbum se lanzaron en su EP You Brainstorm, I Brainstorm, but Brilliance Needs a Good Editor en 2005 .

### I'm Like a Virgin Losing a Child(2006-2008)
Tras el lanzamiento de You Brainstorm..., Manchester Orchestra grabó y lanzó su álbum debut I'm Like a Virgin Losing a Child. El álbum fue lanzado el 27 de julio de 2007. El guitarrista Robert McDowell no apareció en este álbum, ya que dejó la banda en el momento de la grabación. Sin embargo, se reincorporó a la banda un año después. La canción "Wolves at Night" apareció en el videojuego NHL 08. La banda trabajó en el estudio grabando su tercer EP, Let My Pride Be What's Left Behind, con el productor Dan Hannon y el ingeniero Brad Fisher. Fue lanzado el 7 de octubre de 2008.
El 13 de febrero de 2008, se publicó un set de Daytrotter Sessions que incluía tres canciones que la banda interpretó en vivo.

### Mean Everything to Nothing(2009-2010)
A principios de septiembre de 2008, la banda anunció en su blog de Myspace que habían comenzado a grabar su segundo álbum titulado Mean Everything to Nothing con el productor Joe Chicarrelli (The Shins, My Morning Jacket). El 4 de febrero de 2009, la banda publicó un enlace para una descarga gratuita del sencillo "I've Got Friends" y realizó una versión acústica en The Fly's in the Courtyard Sessions. El álbum fue lanzado el 21 de abril de 2009 y alcanzó el puesto 37 en la lista de álbumes Billboard 200 de los Estados Unidos.
Jeremiah Edmond dejó la banda en enero de 2010 para concentrarse en su familia y en dirigir el sello discográfico de la banda. También en enero, la banda anunció el lanzamiento de un EP dividido con Kevin Devine titulado I Could Be the Only One. El EP se lanzó digitalmente el 26 de enero de 2010. Tras el lanzamiento del EP dividido Manchester Orchestra / Kevin Devine, se anunció que Devine grabaría un álbum de larga duración junto con los miembros de Manchester Orchestra ese mismo año, con la mitad del álbum escrito por Devine y la otra mitad por Andy Hull. El 10 de abril de 2010, se anunció el nombre del nuevo proyecto como Bad Books y que el álbum sería lanzado bajo ese nombre. El 16 de agosto de 2010, se anunció que el álbum homónimo Bad Books se lanzaría el 19 de octubre de 2010 digitalmente y el 9 de noviembre de 2010 en un CD físico.

### Simple Math(2010-2012)
El 23 de octubre de 2010, durante una aparición en Radio 104.5 en Filadelfia, luego de un programa de Bad Books en apoyo de su álbum debut homónimo recientemente lanzado, Manchester Orchestra estrenó una versión acústica de la canción principal del nuevo álbum, "Simple Math". El líder Andy Hull dijo que el álbum se lanzaría en marzo de 2011. El 27 de enero de 2011, la banda anunció que su tercer álbum de estudio de larga duración, Simple Math, se lanzaría el 10 de mayo de 2011. También se reveló que Simple Math sería un álbum conceptual. La canción "April Fool" apareció en el juego NHL 12. En el verano de 2011, la banda se unió a Blink-182 y My Chemical Romance para parte del Honda Civic Tour 2011. En otoño de 2011, la banda encabezó el PacTour y fue apoyada por White Denim, The Dear Hunter y Little Hurricane.

### CopeyHope(2013-2016)
El 10 de febrero de 2013, Jonathan Corley dejó la banda para seguir una carrera fuera de la música y fue reemplazado por Andy Prince. El 11 de marzo, la banda anunció que habían comenzado a grabar su cuarto álbum de larga duración. Para el Record Store Day de 2013, la banda se asoció con Grouplove y Frightened Rabbit para lanzar un disco de 12 pulgadas que contenía las pistas "Make It to Me" y "Architect". El 28 de octubre de 2013, la banda lanzó su primera música nueva desde 2011, "After the Scripture", una canción que aparece en la banda sonora de la película Dallas Buyers Club.
El 8 de diciembre de 2013, Andy Hull anunció en una entrevista en video con Matt Pinfield que su cuarto álbum de estudio se titularía Cope y estaba programado para su lanzamiento el 1 de abril de 2014. El 21 de enero de 2014, un comunicado oficial de la banda confirmó esta información. El primer sencillo del álbum, "Top Notch", fue lanzado junto con el anuncio. Los pedidos anticipados de copias en CD y LP del álbum se agregaron posteriormente a la tienda en línea de la banda. El 25 de febrero de 2014, se lanzó el segundo sencillo del álbum, "Every Stone". El 16 de septiembre de 2014, la banda lanzó por sorpresa Hope, una reinvención canción por canción de Cope con versiones simplificadas y más emocionales de cada canción. Sobre Hope, Andy Hull declaró que la banda "apuntó a cosas desagradables y guturales en Cope, y esto era más como, '¿Qué tan bonito puede ser esto?' Siempre me han gustado ambas sensibilidades. Esta fue una oportunidad para ver si podíamos sentarnos y hacerlo durante un álbum completo". También anunciaron una gira de 13 fechas en apoyo de Hope.

### A Black Mile to the Surface(2017-2021)
La banda lanzó su quinto álbum de estudio, A Black Mile to the Surface, el 21 de julio de 2017. El álbum fue producido por Catherine Marks, John Congleton y Jonathan Wilson. La banda sacó 3 sencillos antes del lanzamiento del álbum. "The Gold" fue lanzado el 9 de junio, con un video musical de Mike Dempsey y Johnny Chew. Dos semanas después, la banda lanzó "The Alien". Presentaba un video musical, lanzado en NPR y creado por Mike Dempsey y los Daniels. El 10 de julio de 2017, lanzaron el tercer y último sencillo del álbum, titulado "The Moth". El 31 de julio, la banda lanzó un video musical de "The Sunshine", que fue dirigido por Daniels.
El 30 de marzo de 2018, la banda lanzó una versión de "No Hard Feelings" de The Avett Brothers. El 8 de junio de 2018 lanzaron el sencillo "I Know How to Speak" que fue grabado parcialmente durante las sesiones de Black Mile.

### The Million Masks of God(2021-presente)
El 17 de febrero de 2021, la banda anunció su sexto álbum, titulado The Million Masks of God, al lanzar el primer sencillo del álbum, "Bed Head". El álbum fue lanzado el 30 de abril a través de Loma Vista.
El 10 de marzo de 2023, la banda lanzó The Valley of Vision, un álbum de seis canciones acompañado de una película de realidad virtual lanzada en YouTube. Cuenta con pistas grabadas durante las sesiones de The Million Masks of God.

## Miembros
| Miembros actuales - Andy Hull - voz principal, guitarra rítmica, piano (2004-presente) - Robert McDowell: guitarra principal, teclados, coros (2005-2007, 2008-presente) - Tim Very - batería, percusión, coros (2011-presente) - Andy Prince - bajo (2013-presente) Miembros de apoyo y sesión - Brooks Tipton - piano, teclados (2017-presente) | Miembros anteriores - Andrew Maysilles - batería, percusión (2004-2005) - Garrett Brown - guitarra principal (2004-2005) - Jonathan Corley - bajo (2004-2013) - Chris Freeman: teclados, batería adicional, percusión, coros (2006-2016) - Trevor Dowdy - guitarra principal, teclados (2007-2008) - Jeremiah Edmond - batería, percusión (2005-2009) - Benjamin Homola - batería, percusión (2010) - Len Clark - batería, percusión (2011) |

Línea del tiempo

## Discografía
Álbumes de estudio
- 2006: I'm Like a Virgin Losing a Child
- 2009: Mean Everything to Nothing
- 2011: Simple Math
- 2014: Cope
- 2017: A Black Mile to the Surface
- 2021: The Million Masks of God